# Nothoscordum tricostatum
Nothoscordum tricostatum är en amaryllisväxtart som beskrevs av Pierfelice Ravenna. Nothoscordum tricostatum ingår i släktet vaniljlökar, och familjen amaryllisväxter. Inga underarter finns listade i Catalogue of Life.